# Sant'Egidio del Monte Albino
Sant'Egidio del Monte Albino là một đô thị (comune) thuộc tỉnh Salerno trong vùng Campania của Ý. Sant'Egidio del Monte Albino có diện tích 6 km2, dân số là 8199 người (thời điểm ngày).